# Татастха
Тата́стха-ша́кти (IAST: taṭasthā-śakti) или кшетраджна́-ша́кти (IAST: kṣetrajña-śakti) — санскритский термин, используемый в гаудия-вайшнавском богословии для обозначения одной из трёх основных шакти, или энергий Кришны. Это пограничная, промежуточная энергия Кришны, которая состоит из индивидуальных душ, джив. Дживы могут находиться под влиянием одной из двух других шакти Кришны — внутренней, антаранга, или внешней — бахиранга. Эти понятия объясняются кришнаитским богословом Дживой Госвами в его труде «Бхагавата-сандарбха». В «Вишну-пуране» внутренняя, промежуточная и внешняя энергии Бога соответственно называются пара-шакти, кшетраджна-шакти и авидья-шакти.
Тата означает «берег», а стха — «разделять». Татастха подобна кромке берега, разделяющего океан и сушу. Эта энергия включает в себя все дживы, которые в обусловленном состоянии ведут упорную борьбу с материальной энергией (с умом и чувствами). Дживы являются неотъемлемыми частицами Кришны и по своей природе духовны и вечны. Их изначальное и естественное положение есть служение с любовью и преданностью Кришне. Существует бесконечное множество джив и все они наделены свободой воли. Их служение Кришне не являться подневольным, а основывается на свободе и любви.
Будучи одновременно едиными и различными с Кришной, дживы разделяются на два типа: вечно освобождённые (нитья-сиддха) и вечно обусловленные (нитья-бадха), подверженные влиянию материальной природы. В «Бхагавад-гите» (15.16) эти две категории джив описываются как кшара и акшара. Акшара — это вечно свободные дживы, которые всегда живут с Кришной в духовном мире, тогда как кшара находятся в материальном мире и обусловлены действием материальной энергии бахиранга. Попав в материальный мир, падшие дживы забыли о Боге, о своих взаимоотношениях с Ним и преданном служении Ему, в котором заключено их истинное, высшее, духовное счастье. Отождествляя себя с временными материальными телами, дживы находятся в рабстве майи и вращаются в круговороте сансары, испытывая страдания от рождения, старости, болезней и других беспокойств, причиняемых материальной природой.
Дживы, хотя они качественно равны Богу, по невежеству попадают под влияние материальной энергии и испытывают всевозможные материальные страдания. Иначе говоря, живые существа расположены в пограничной энергии, занимая промежуточное положение между духовной и материальной энергиями, и пропорционально тому, в какой степени джива соприкасается с материальной или духовной энергиями, она находится, соответственно, на более высоком или более низком уровнях существования.
Кришна, присутствующий в материальном мире в форме Параматмы (Сверхдуши), не испытывает на себе влияние майи. Часто приводится пример солнца и мельчайших частиц его света. Как солнце не может быть покрыто облаками, так и майе не под силу одолеть Кришну. Облака покрывают только обозримый участок неба, вследствие чего в пасмурную погоду нет возможности увидеть солнце, но они не покрывают само солнце. Подобно этому, материальная энергия покрывает дживу, вследствие чего у неё возникает иллюзорное ощущение отделённости от Кришны и она не способна узреть Кришну.
В Параматме полностью проявляется внутренняя энергия Кришны антаранга, которая лишь в незначительной степени проявляется в дживе. Если бы джива полностью принадлежала к антаранге, то есть была бы внутри Параматмы, тогда майя не могла бы повлиять на неё. С другой стороны, если бы джива находилась внутри майи, тогда она не могла бы контактировать с антарангой и у неё не было бы шанса осознать Кришну. Этот предмет подробно описан в «Параматма-сандарбхе» — труде Дживы Госвами.